# Filippo Marchetti
Filippo Marchetti   (Bolognola, 26 de febrer de 1831 - Roma, 18 de gener de 1902) va ser un compositor d'òpera italià.
Després d'estudiar a Nàpols, la seva primera òpera Gentile da Varano va ser "estrenada amb èxit" a Torí el 1856. Amb un èxit limitat, a aquesta li seguí La demente (1857), la qual només es representà quatre vegades.
S'establí a Roma, on es va convertir en professor de cant i composició i des d'allà passà a Milá, on després va passar un grapat de penalitats abans de compondre Romeo e Giulietta per a una estrena a Trieste el 1865 i més tard el 1867 al mateix Milá, assolint i èxit grandiós que situà Marchetti entre els primers compositors italians. Eclipsat com altres compositors d'òpera italians de la seva època pel geni de Verdi, Marchetti va aconseguir un gran èxit amb la seva òpera de 1869 Ruy Blas que es basava en l'obra de Víctor Hugo, Ruy Blas. S'ha observat que "va ser una de les primeres òperes italianes que va mostrar la influència de la gran òpera francesa, en part, sens dubte en resposta a la seva font francesa". L'òpera es va representar al segle xx.
Marchetti va poder col·locar-se immediatament després dels quatre grans compositors d'aquella època: Rossini, Bellini, Verdi i Donizetti, i potser és inferior a Mercadante, que tenia un extraordinari domini de l'escena i un intens instint dramàtic. Les obres de Marchetti estan molt ben escrites, les veus i l'orquestra es mouen amb desfogament i independència, l'harmonia és pura i variada i la melodia ofereix interès, però el conjunt pica de monòton i no té color i brillantor.
Del 1881 al 1886 va ser president de l'Acadèmia de Santa Cecília de Roma, i després director del Conservatori de la mateixa capital.
A més de les òperes que ja hem esmentat, va escriure les següents:
- L'amore alla prova (1873);
- Gustavo Wasa (1875),
- Il Paria (1880);
- Don Giovanni d'Austria (1880).

I un bon nombre de composicions vocals.